# London Hughes
Londres Dionne Micha Stacey Stephanie Estina Knibbs-Hughes (née le 7 juin 1989) à Thornton Heath au borough de Croydon du Grand Londres, est une humoriste, comédienne et animatrice britannique basée à Los Angeles,. Elle remporte le 'Funny Women Award' en 2009 au The Comedy Store (Londres). En 2021, Il est annoncé que Hughes jouera dans le reboot de Larry et Balki pour HBO Max,,,.

## Formation
Sa mère est d'ascendance jamaïcaine et cubaine, tandis que son père est d'ascendance portoricaine, espagnole et nigériane. Son arrière-grand-père était Enos Knibbs (en). Sa famille a déménagé à Brighton quand elle avait 14 ans. Elle a obtenu une licence en télévision, médias et études culturelles de l'Université de Kingston à Londres.

## Carrière
Hughes debute sa carrière à la télévision en présentant des émissions pour adultes Babestation (en), avant de passer à la présentation de l'émission du matin pour CBBC pendant près de deux ans. À cette époque, elle a également animé pour BBC1 et BBC2 et a fait des apparitions régulières dans Blue Peter et a eu un rôle de présentatrice dans l'émission pour enfants All Over the Place (TV programme) (en) ainsi que des personnages pour la comédie de CBBC, Big Babies (en). Hughes a eu son premier rôle au cinéma dans la comédie It's A Lot, écrit et réalisé par Femi Oyeniran. Elle a également figuré dans l'émission de divertissement comique Life: An Idiot's Guide (en) et dans l'émission de sketches satiriques Newsjack (en), toutes deux pour BBC Radio 4. En 2016, elle est apparue en tant que travailleuse du sexe dans un épisode de la première saison de Fleabag. En 2016, Hughes lance sa propre série humoristique sur YouTube, No Filter en 2016 puis figure sur le podcast Drunk Women Solving Crime et le podcast de Richard Herring Leicester Square Theatre. Son premier spectacle au Edinburgh Festival Fringe en 2017 s'intitule London Hughes: Superstar (c'est juste que personne ne s'en est rendu compte), en 2017. En 2019, avec son spectacle London Hughes: To Catch a D*ck, elle devient la première nommée noire au Edinburgh Comedy Award dans la catégorie 'meilleur spectacle comique'. Ce spectacle a été adapté dans un spécial Netflix 2020,,. 

## Filmographie non-exhaustive

### Cinéma
| Année     | Titre                               | Rôle                 | Chaîne    |
| --------- | ----------------------------------- | -------------------- | --------- |
| 2014-2018 | Scrambled! (en)                     | Elle-même            | CITV      |
| 2016      | Fleabag                             | Travailleuse du sexe | BBC Three |
| 2017-2020 | Celebs Go Dating (en)               | Elle-même            | E4        |
| 2019      | All Star Musical                    | Elle-même            | ITV       |
| 2019      | Mock the Week                       | Elle-même            | BBC2      |
| 2019      | The Stand Up Sketch Show            | Elle-même            | ITV2      |
| 2020      | London Hughes: To Catch a D*ck (en) | Elle-même            | Netflix   |
| 2020      | The Netflix Afterparty              | Elle-même            | Netflix   |
| 2021      | History of Swear Words (en)         | Elle-même            | Netflix   |
| 2021      | To Tell the Truth (en)              | Elle-même            | ABC       |